# François-Alexandre Roullet de La Bouillerie
Pour les autres membres de la famille, voir Famille Roullet de La Bouillerie.
François-Alexandre Roullet de La Bouillerie, né le 1er mars 1810 au Palais de l'Élysée à Paris et mort le 8 juillet 1882 à Bordeaux, est un prélat français.

## Biographie
Fils du comte François de La Bouillerie, il fut évêque de Carcassonne de 1855 à 1873, coadjuteur du cardinal archevêque de Bordeaux de 1872 à 1882 (à titre d'évêque de Pergé, in partibus). Proche des ultramontains, il est un soutien du pape Pie IX et du père Henri Lacordaire,.
Dans l'Aude, il entreprit la restauration de la chapelle Notre-Dame-de-la-Santé à Carcassonne et fit rétablir les pèlerinages à la basilique Notre-Dame de Marceille de Limoux.
Il fut membre de l'Académie des Jeux floraux en 1865 (fauteuil 26).
Il repose en la cathédrale Saint-André de Bordeaux.

## Distinction
- Chevalier de la Légion d'honneur (20 février 1858)[3]

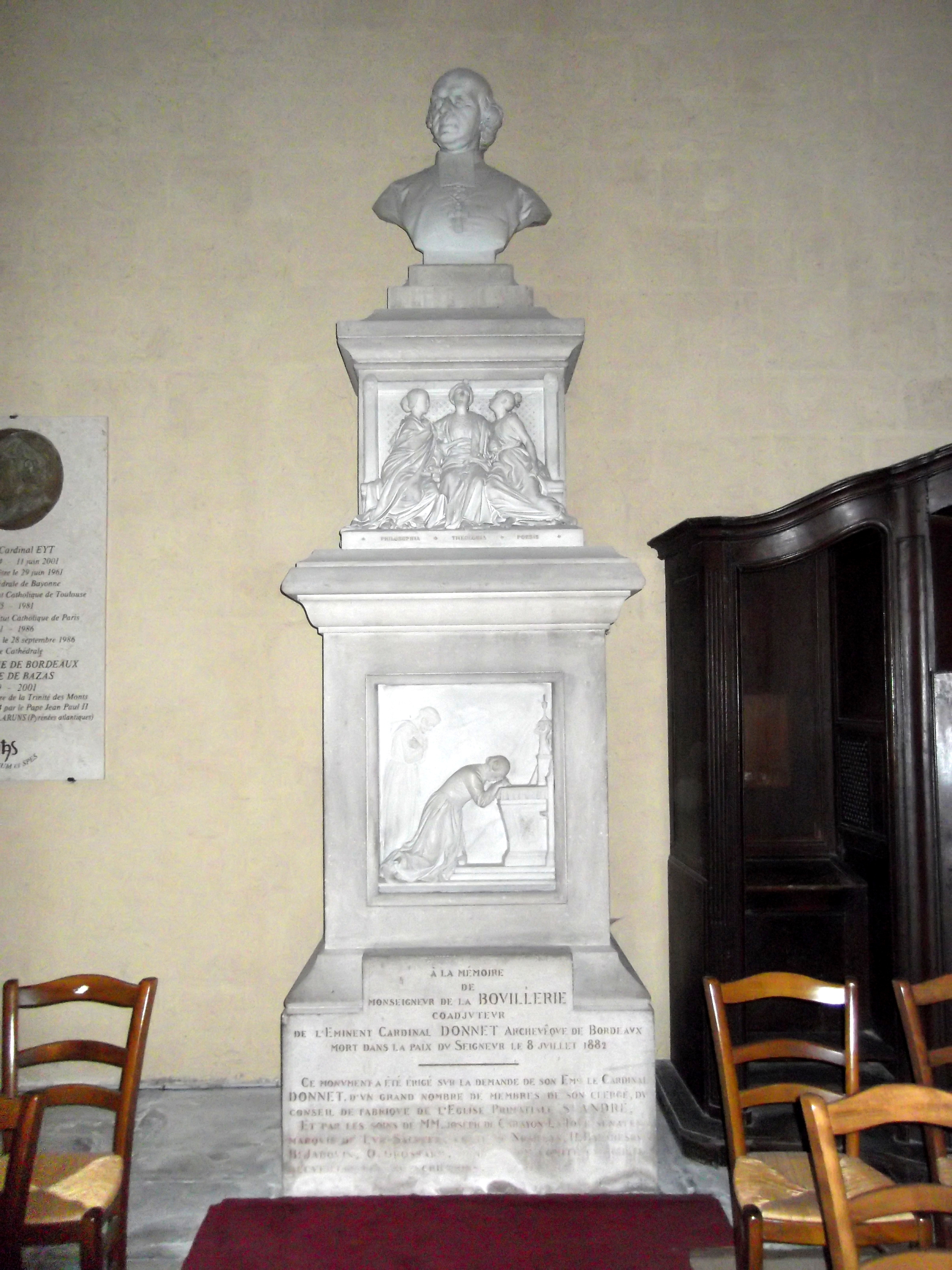
Le monument visible dans la cathédrale Saint-André à Bordeaux, qui lui est dédié.
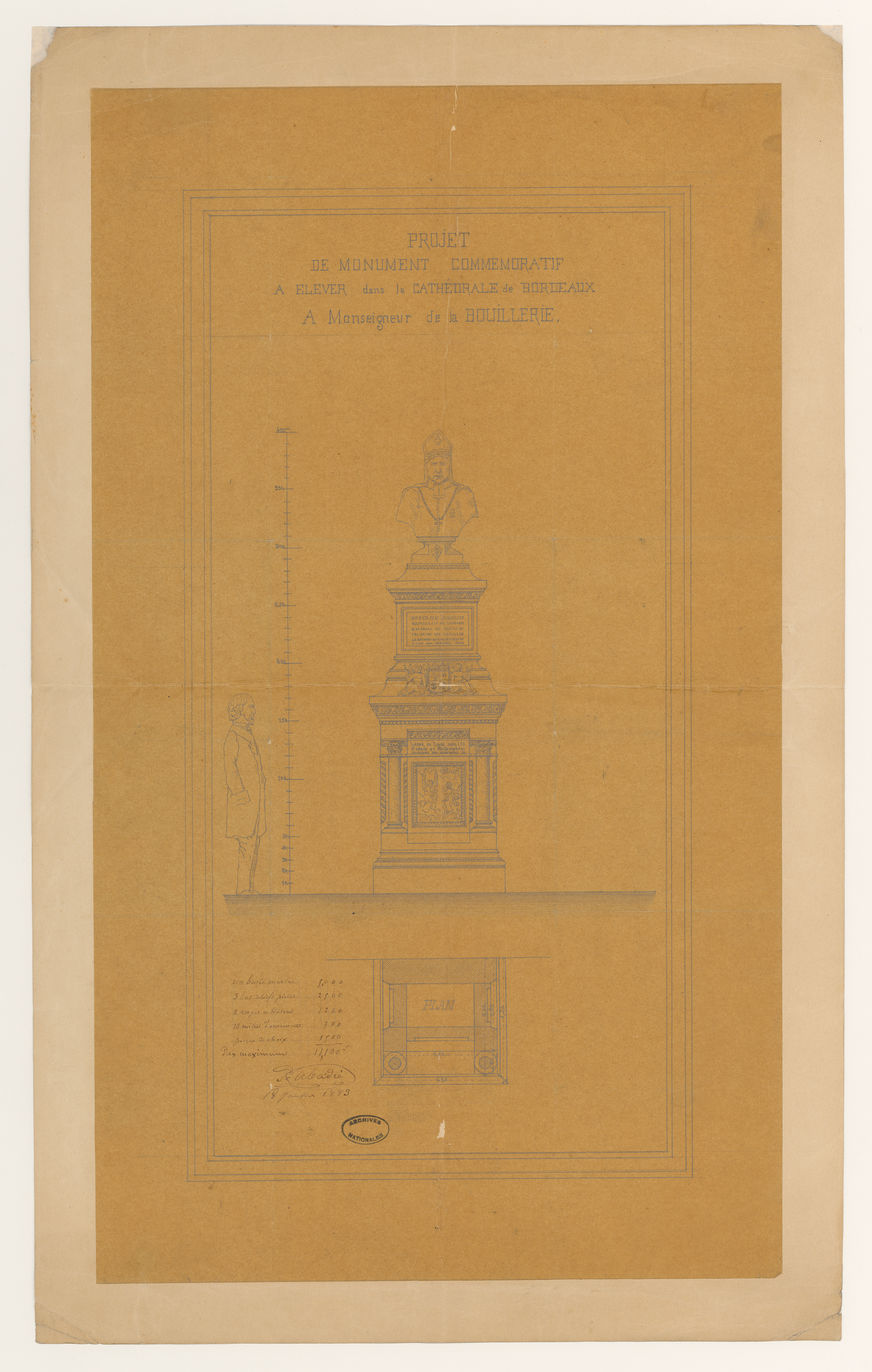
Projet de monument commémoratif à élever dans la cathédrale de Bordeaux à monseigneur de la Bouillerie, par P. Abadie (1883).
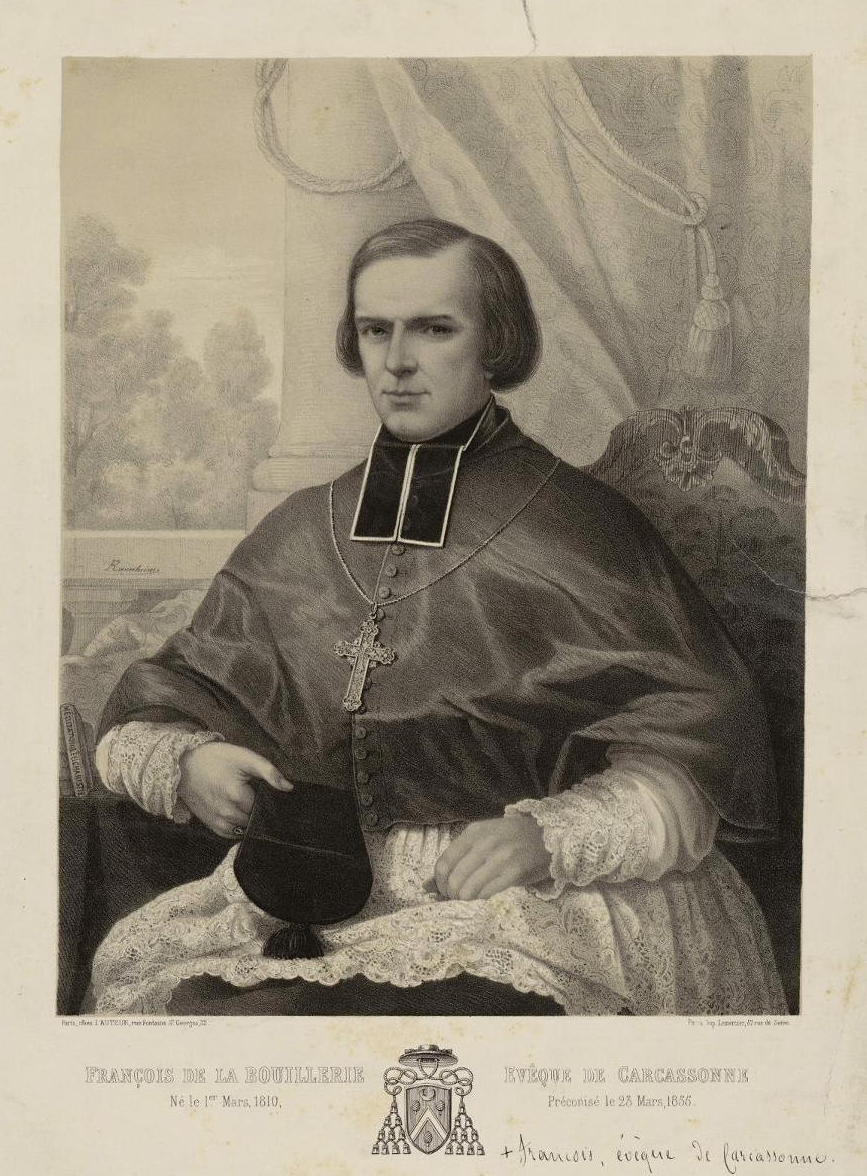
Portrait de Mgr de la Bouillerie. Bibliothèque de Bordeaux.
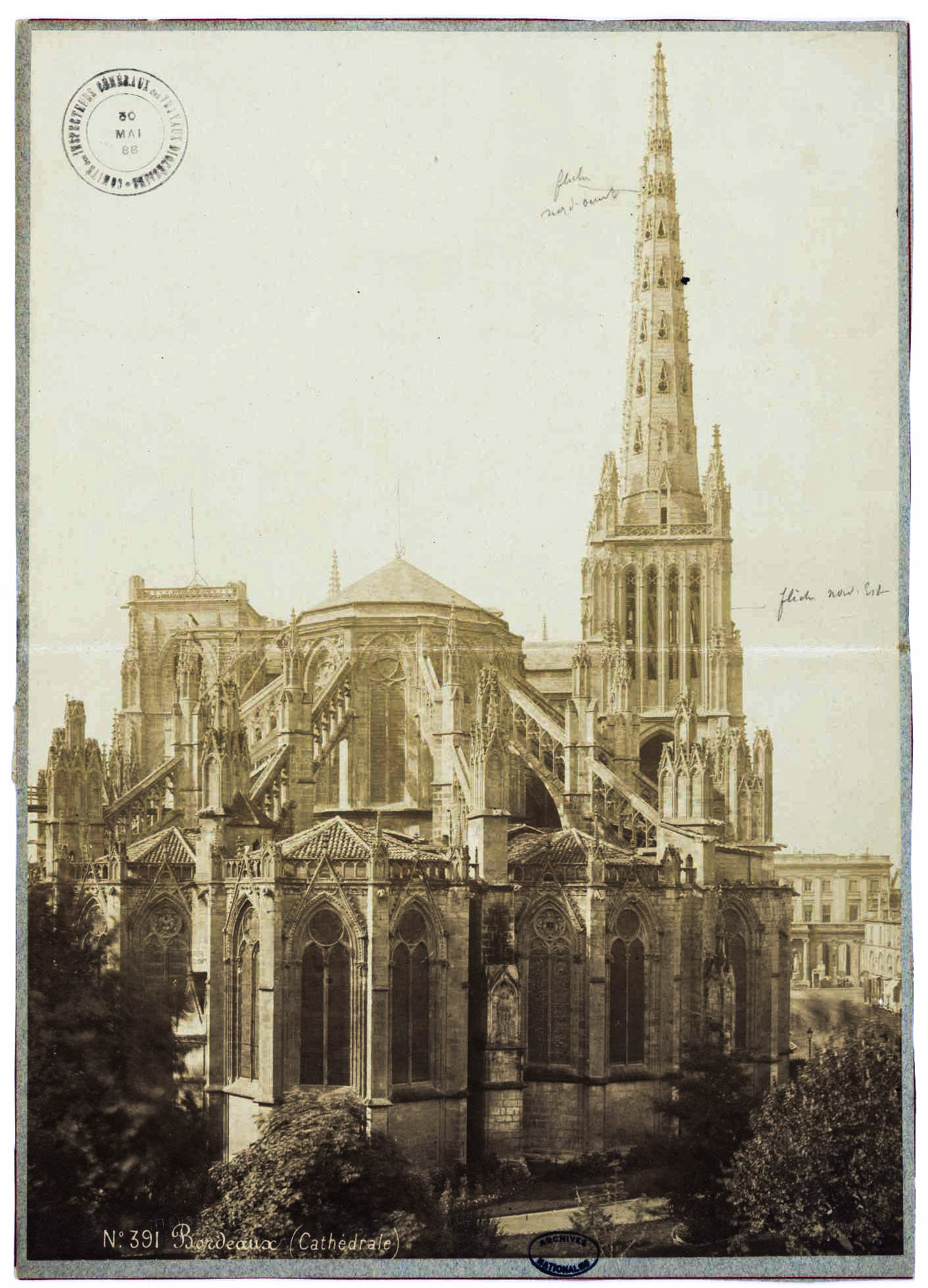
La cathédrale de Bordeaux en 1888.

### Sources
- Antoine Ricard, Gaspard Mermillod, Vie de Mgr de La Bouillerie: évêque de Carcassonne, archevêque de Perga, coadjuteur de Bordeaux : 1810-1882, 1888